# Lurago

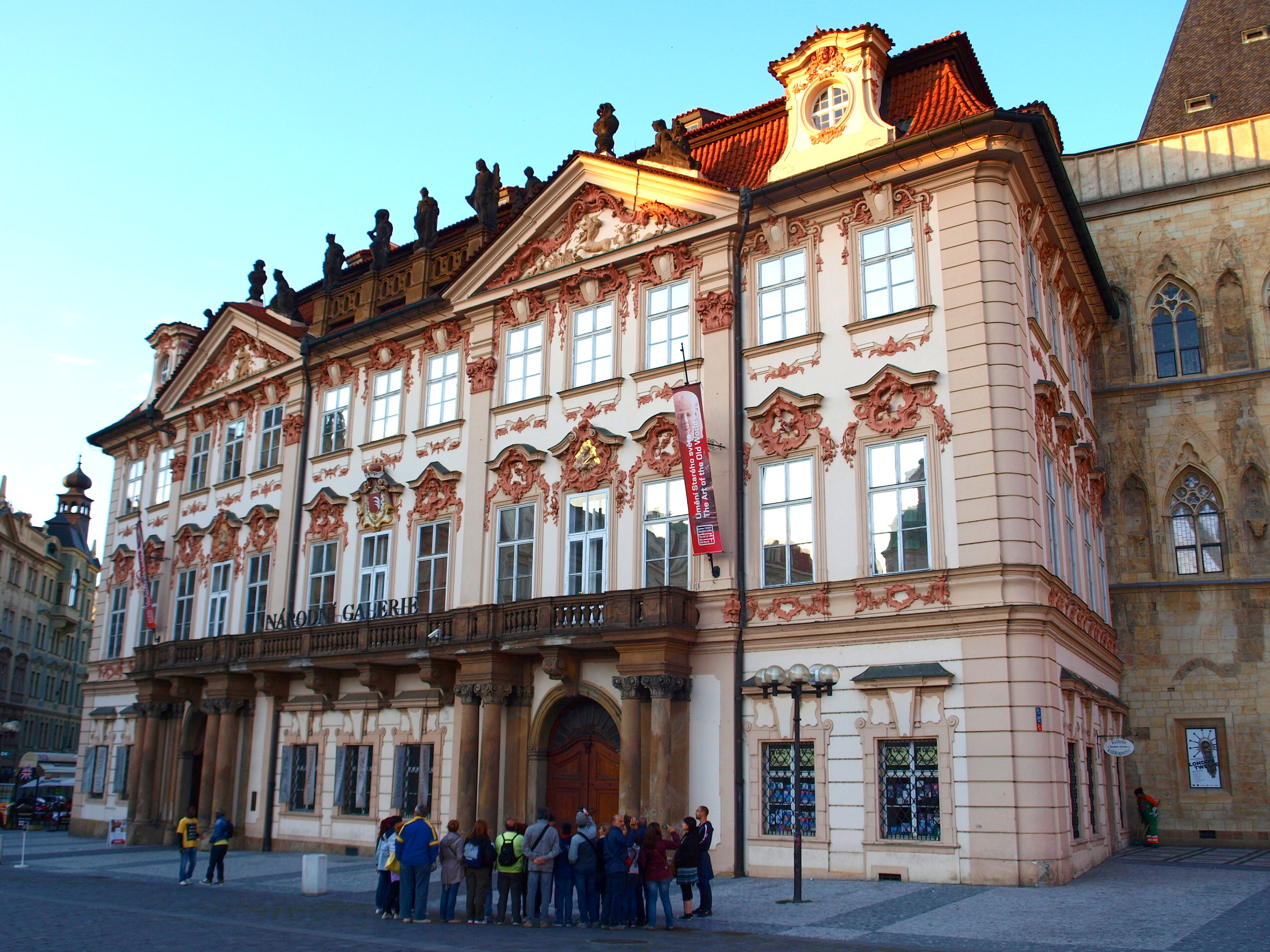
K. I. Dientzenhofer a A. M. Lurago, palác Kinských na Staroměstském náměstí v Praze

Lurago (také Luragho nebo Lorago) je příjmení rodiny italských barokních architektů a stavitelů, kteří pocházeli ze severní Itálie a působili v 17. a 18. století v Čechách. Vzhledem k často kusým a nespolehlivým pramenům není někdy snadné členy rodiny rozlišit, takže údaje se v literatuře liší. 

## Osoby
Známí nositelé příjmení Lurago:
- Anselm Martin Lurago (1702–1765) – architekt vrcholného až pozdního baroka, mj. pokračovatel v pracích K. I. Dientzenhofera
- Carlo Lurago (1615–1684) – architekt raného baroka, mj. stavitel pražských jezuitských staveb
- Francesco Lurago († po 1720, Praha) – dostal roku 1678 měšťanské právo na Malé Straně a patrně se podílel na stavbě Klementina
- Giovanni Antonio Lurago (1667?–1727 Praha) – snad stavěl Thunovský palác v Nerudově ulici a jsou mu připisovány i úpravy Kolowratského paláce ve Sněmovní ulici
- Martin Lurago († 1683 Praha) – dostal 1654 měšťanské právo na Novém Městě a stavěl klášter sv. Havla na Starém Městě v Praze[1]